# Metopoceras caspica
Metopoceras caspica är en fjärilsart som beskrevs av Alphéraky 1895. Metopoceras caspica ingår i släktet Metopoceras och familjen nattflyn. Inga underarter finns listade i Catalogue of Life.